# Eilema okanoi
Eilema okanoi là một loài bướm đêm thuộc phân họ Arctiinae, họ Erebidae.